# Grevillea fuscolutea
Grevillea fuscolutea là một loài thực vật có hoa trong họ Quắn hoa. Loài này được Keighery miêu tả khoa học đầu tiên năm 1992.